# Anton de Kom

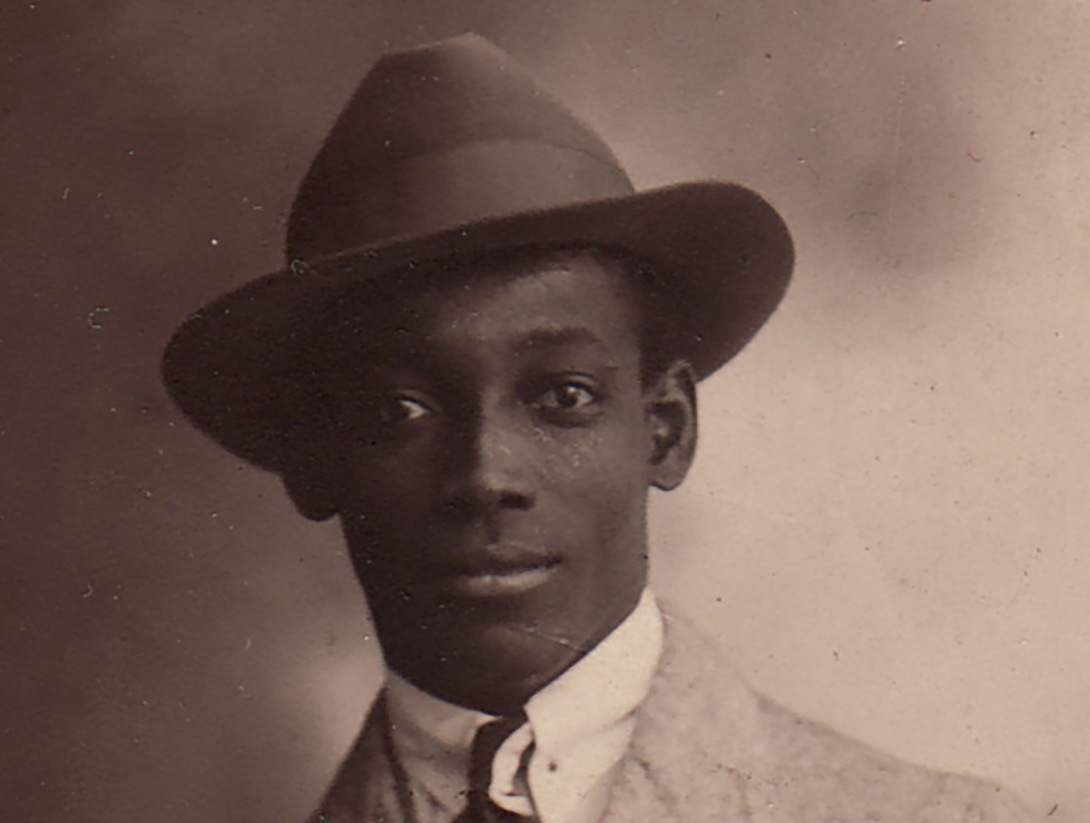
Anton de Kom (um 1930)

Cornelis Gerard Anton de Kom (* 22. Februar 1898 in Paramaribo, Suriname; † 24. April 1945 im Stalag X B bei Sandbostel) war ein surinamischer Nationalist und Widerstandskämpfer gegen die deutsche Besetzung der Niederlande während des Zweiten Weltkriegs. Er gilt als „Gründungsvater“ des surinamischen Nationalismus und Pionier der antikolonialen Geschichtsschreibung.

## Biographie

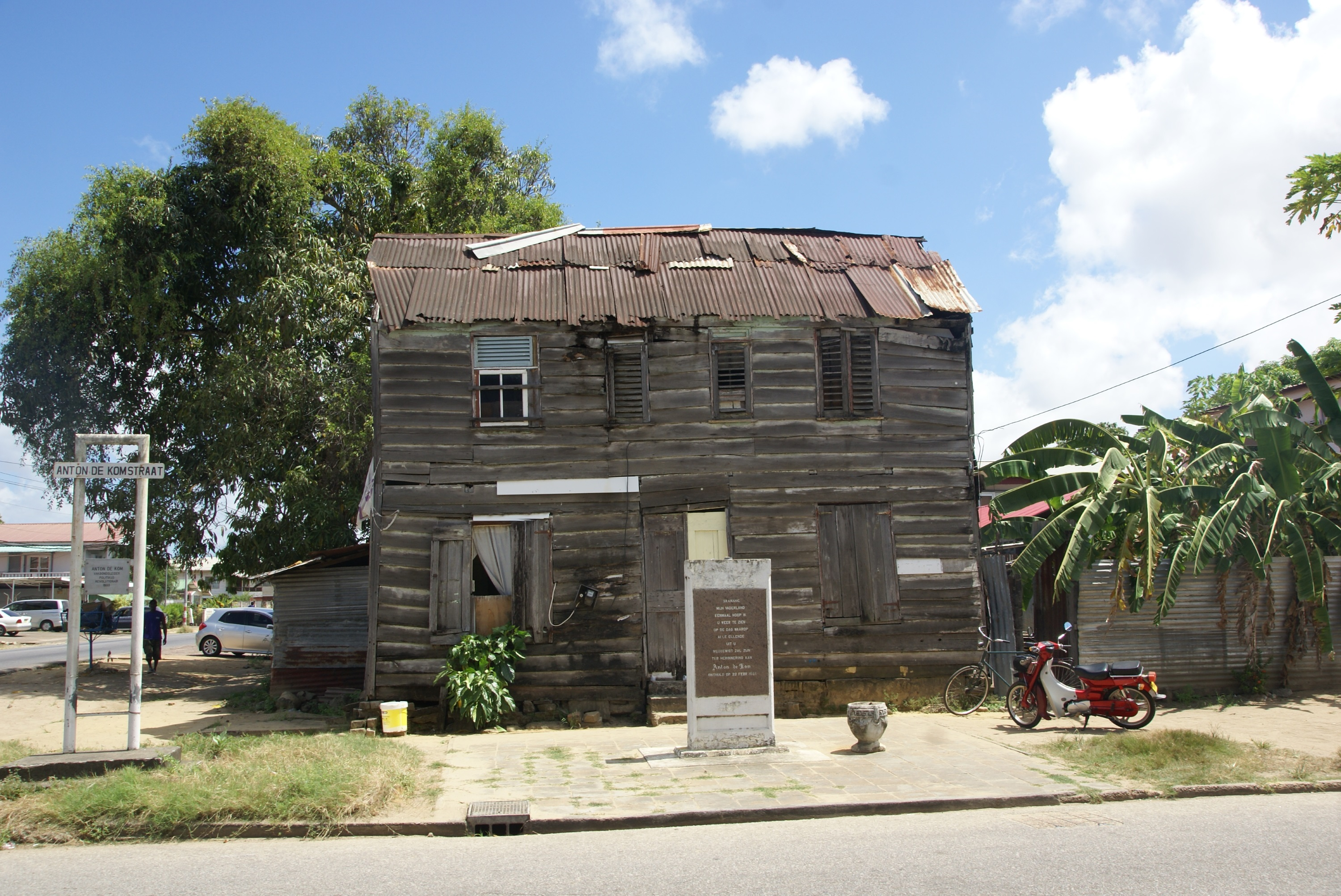
Elternhaus von Anton de Kom in Paramaribo

### Jugend und Ausbildung
Anton de Kom war Afro-Surinamer und wurde in Paramaribo als Sohn des Bauern und Goldsuchers Adolf Damon de Kom und von Judith Jacoba Dulder geboren. Sein Vater wurde noch in der Sklaverei geboren; sie wurde am 1. Juli 1863 abgeschafft, als er knapp ein Jahr alt war. Die Familie stammt von der Plantage Molhoop am Cottica (Fluss), auf der zuletzt Zuckerrohr angepflanzt wurde. Seine Mutter war die Tochter von freigekauften Sklaven. Anton de Kom hatte fünf Geschwister. An die Sklavenvergangenheit der Familie erinnert der Nachname: Kom ist die Umkehrung von Mok, dem Namen des Sklavenhalters.
De Kom besuchte die Grundschule und danach die weiterführende Paulus-Schule. Er schloss den Besuch der Schule mit dem Diplom für Buchhaltung ab. Anschließend arbeitete er von 1916 bis 1920 als Büroangestellter bei den Balata Compagnieën Suriname en Guyana. Bald begann er, sich für die Interessen der ungebildeten Balata-Bleeders (Milchsaft-Zapfer) zu engagieren, und er erhielt den Spitznamen Papa De Kom.

### In den Niederlanden

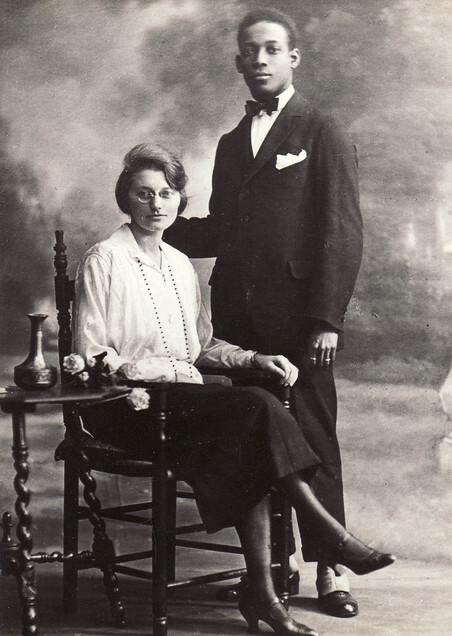
De Kom mit seiner Frau Petronella

1920 reiste Anton de Kom in die Niederlande. Hier leistete er einen einjährigen freiwilligen Dienst beim Zweiten Husarenregiment in Den Haag ab, wo er der erste und einzige Schwarze war. Ein ehemaliger Kamerad erinnerte sich, dass er beliebt gewesen sei, sich jedoch schnell ereifert habe, wenn es um Suriname oder seine Hautfarbe ging. De Kom sei ein guter Sportler gewesen, habe sich immer perfekt gekleidet und Eindruck auf Frauen gemacht; im Nachtleben von Den Haag habe er sich als Stepptänzer einen Namen gemacht.
Nach dem Ende seiner Dienstzeit blieb de Kom in Den Haag und nahm verschiedene Bürotätigkeiten an, unter anderem bei Reuser en Smulders in den Bereichen Kaffee, Tee und Tabak. Dort lernte er die Niederländerin Petronella Catharina „Nel“ Borsboom kennen, die er am 6. Januar 1926 heiratete. Den Eheleuten wurden drei Söhne und eine Tochter geboren. Im Februar 1927 nahm er an dem International Congress against Colonial Oppression and Imperialism in Brüssel teil. Dort wurde die Liga gegen Imperialismus und Kolonialherrschaft gegründet, die unter der Ägide der kommunistischen Partei stand und deren Mitglied de Kom wurde. Im September 1927 wurde De Kom wegen „aufrührerischer kommunistischer Tätigkeiten“ zum ersten Mal verhaftet. Er schrieb unter dem Pseudonym Adek Artikel für De Tribune und den De Communistische Gids und war Mitglied in dem Autorenkollektiv Links Richten, das mit dem Kommunismus sympathisierte. 1931 wurde er bei Reuser en Smulders entlassen, was auch auf seine zunehmenden politischen Aktivitäten zurückzuführen war, die immer engagierter und radikaler wurden.

### Rückkehr nach Suriname
Nachdem Anton de Kom von der Kolonialverwaltung die Zustimmung zur Rückkehr nach Suriname erhalten hatte, schiffte er sich am 20. Dezember 1932 mit seiner Familie nach Paramaribo ein, wo er am 4. Januar 1933 eintraf. Ein vermeintlicher Grund für die Reise nach Suriname war die schwere Erkrankung seiner Mutter, die allerdings vor seinem Eintreffen starb. Bei seiner Ankunft in Paramaribo warteten neben einer großen Menge von Surinamern Polizisten auf de Kom, um ihn im Auge zu behalten. Seine Frau und er selbst waren über die in Suriname herrschende große Armut entsetzt. Kurz darauf eröffnete er in seinem Elternhaus an der Pontewerfstraat in Paramaribo ein Beratungsbüro für hilfesuchende Arbeiterinnen und Arbeiter; mitunter kamen Hunderte an einem Tag. Sein politisches Ziel war ein breiter Konsens unter den ethnisch gespaltenen Surinamern aus Afro-Surinamern, Hindustanen, indigenen Surinamern und Javanern. Das Büro wurde Anlaufpunkt für die antikoloniale Bewegung.
Am 1. Februar 1933 wurde Anton de Kom auf dem Weg zur Audienz bei Gouverneur Bram Rutgers verhaftet. Am 3. und 4. Februar versammelte sich eine große Menschenmenge, um die Freilassung de Koms zu fordern, und erneut am 7. Februar, da man glaubte, die Freilassung stünde kurz bevor. Da die Menschen der Aufforderung, sich zu zerstreuen, nicht nachkamen, gab die Polizei Schüsse auf sie ab; es gab zwei Tote und 22 Verwundete. Nach dreimonatiger Gefangenschaft wurde Anton de Kom  am 10. Mai 1933 aus Fort Zeelandia entlassen und mit seiner Familie per Schiff nach Amsterdam abgeschoben.
De Kom stand in den Niederlanden unter ständiger Beobachtung durch die Polizei und den Geheimdienst  Centrale Inlichtingendienst, weshalb er keine Arbeit fand. Daher schrieb er an seinem Buch Wij slaven van Suriname weiter. Für dieses Buch hatte er ab 1926 Material gesammelt; es war die erste Publikation, die die Geschichte der Sklaven aus der Sicht der versklavten Menschen darstellte; es gilt als „antikoloniales Standardwerk“. Das Buch erschien 1934 in den Niederlanden in einer zensierten Ausgabe. Die Behörden hatten vergebens versucht, das Erscheinen gänzlich zu verhindern. So gruben etwa Polizisten den Garten der Familie um, da sie glaubten, das Manuskript sei dort vergraben. Um Anton de Kom vor Repressalien zu schützen, behauptete der Herausgeber des Buches, Jef Last, er habe das Buch geschrieben.
Das Buch verkaufte sich gut – auch aufgrund der Behördenaktionen – und brachte ihn in Kontakt mit den damaligen Künstlerkreisen; so befreundete er sich mit dem Schauspieler Simon Carmiggelt. Nach dem Einmarsch der deutschen Wehrmacht in die Niederlande im Mai 1940 wurde das Buch umgehend verboten. Eine Übersetzung ins Deutsche von Augusta de Wit unter dem Titel Wir Sklaven von Suriname wurde 1935 in Moskau und 1936 in Zürich veröffentlicht. Erst 1971 erschien eine unzensierte niederländische Ausgabe von Wij slaven van Suriname, die 2020 in 17. Auflage herausgegeben wurde. 1981 erschien eine spanische Ausgabe in Havanna und 1987 eine englische in London. Eine französische Übersetzung kam auf Vermittlung von Jef Last, der mit André Gide befreundet war, zustande. De Kom schrieb auch Romane, Gedichte, Erzählungen, Drehbücher und weitere politische Schriften, die meist nicht publiziert wurden. 2008 wurden bereits verloren geglaubte literarische Manuskripte wiedergefunden, die sich heute im Nederlands Letterkundig Museum in Den Haag befinden.

### Widerstand und Tod
Wegen seiner Arbeitslosigkeit lebte Anton de Kom mit seiner Familie, die unverhohlenem Rassismus ausgesetzt war, in ärmlichen Verhältnissen und litt zunehmend an Depressionen und Paranoia. 1939 musste er drei Monate in einer Klinik verbringen. Nach der deutschen Besatzung der Niederlande im Mai 1940 entschloss sich de Kom, aktiv am Widerstand teilzunehmen, obwohl er der Gestapo wegen seiner Hautfarbe und seines politischen Engagements bekannt war. Er wurde Mitarbeiter der Untergrundzeitung De Vonk. Am 7. August 1944 wurde Anton de Kom auf der Straße von der Gestapo verhaftet. Zunächst wurde er im Oranjehotel in Scheveningen gefangen gehalten und anschließend ins niederländische KZ Vught deportiert. Von dort brachte man ihn am 6. September nach Oranienburg und später in das sogenannte KZ-Auffanglager für das KZ Neuengamme in Sandbostel in der Nähe von Bremervörde (zwischen Bremen und Hamburg). Offiziell starb Anton de Kom am 24. April 1945 im Stammlager Stalag X-B an Tuberkulose. Er wurde 47 Jahre alt.
Erst 1960 erfuhr seine Familie, wo Anton de Kom ums Leben gekommen war, als seine Leiche in einem Massengrab bei Sandbostel entdeckt wurde. Sie wurde in die Niederlande gebracht und auf dem Erebegraafplaats von Loenen beigesetzt. Seine Frau Nel starb 1983 im Alter von 85 Jahren. Sie liegt wiederum in Suriname begraben, wo sie während eines Besuchs bei ihrem dort lebenden Sohn Cees gestorben war.

### Familie
Anton de Koms Tochter Judith ist in den Niederlanden bekannt, weil sie Vorträge über Kolonialismus hält. Ein Enkel von Anton de Kom ist der niederländische Psychiater und Autor Antoine de Kom. Dieser ist mit der surinamisch-niederländischen Juristin und Menschenrechtlerin Lilian Gonçalves-Ho Kang You verheiratet, deren erster Mann Kenneth Gonçalves 1982 gemeinsam mit 14 anderen Oppositionellen in Suriname ermordet wurde (Dezembermorde).

## Ehrungen und Erinnerungen

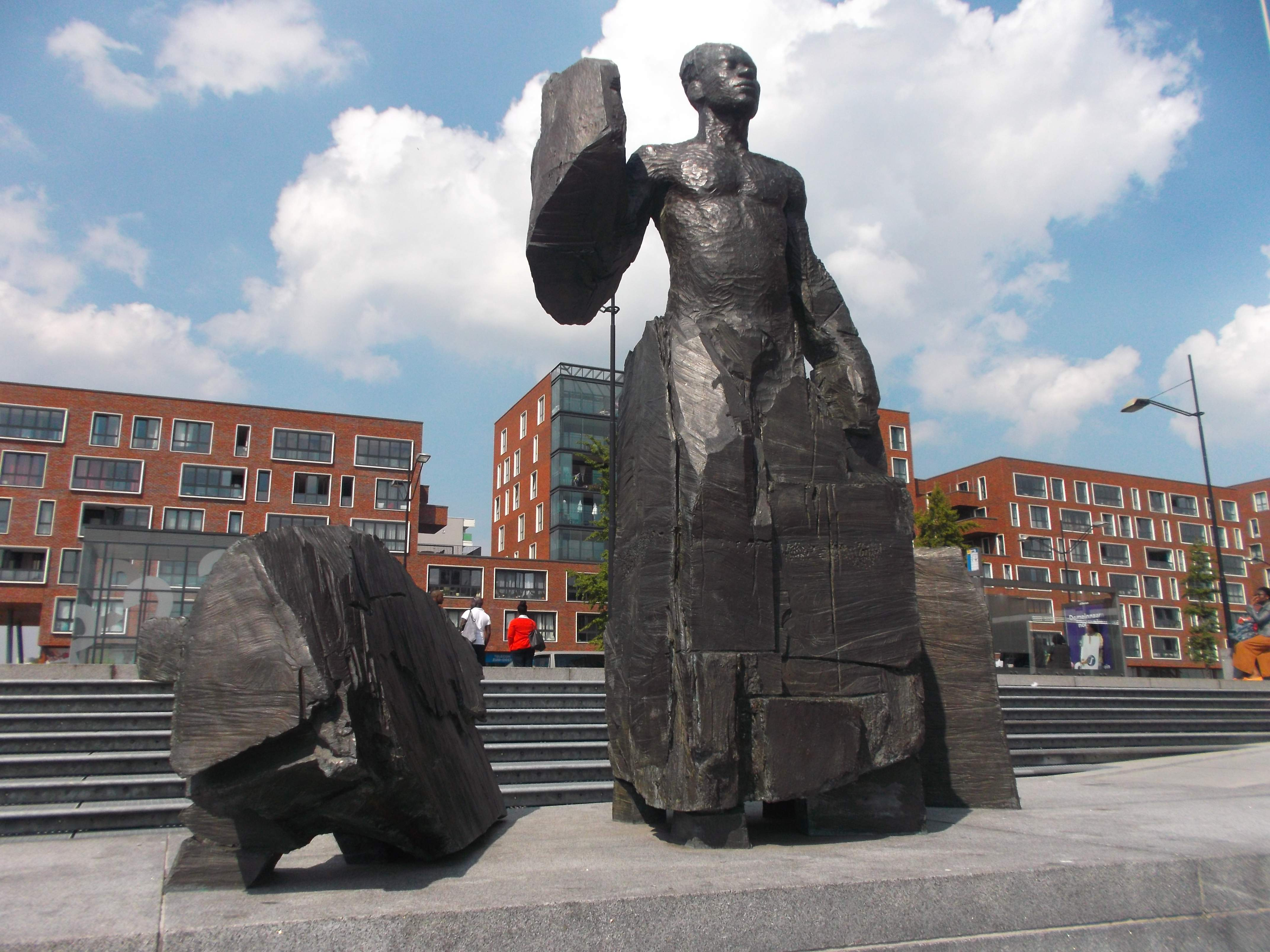
Standbild von Anton de Kom in Amsterdam (2017)

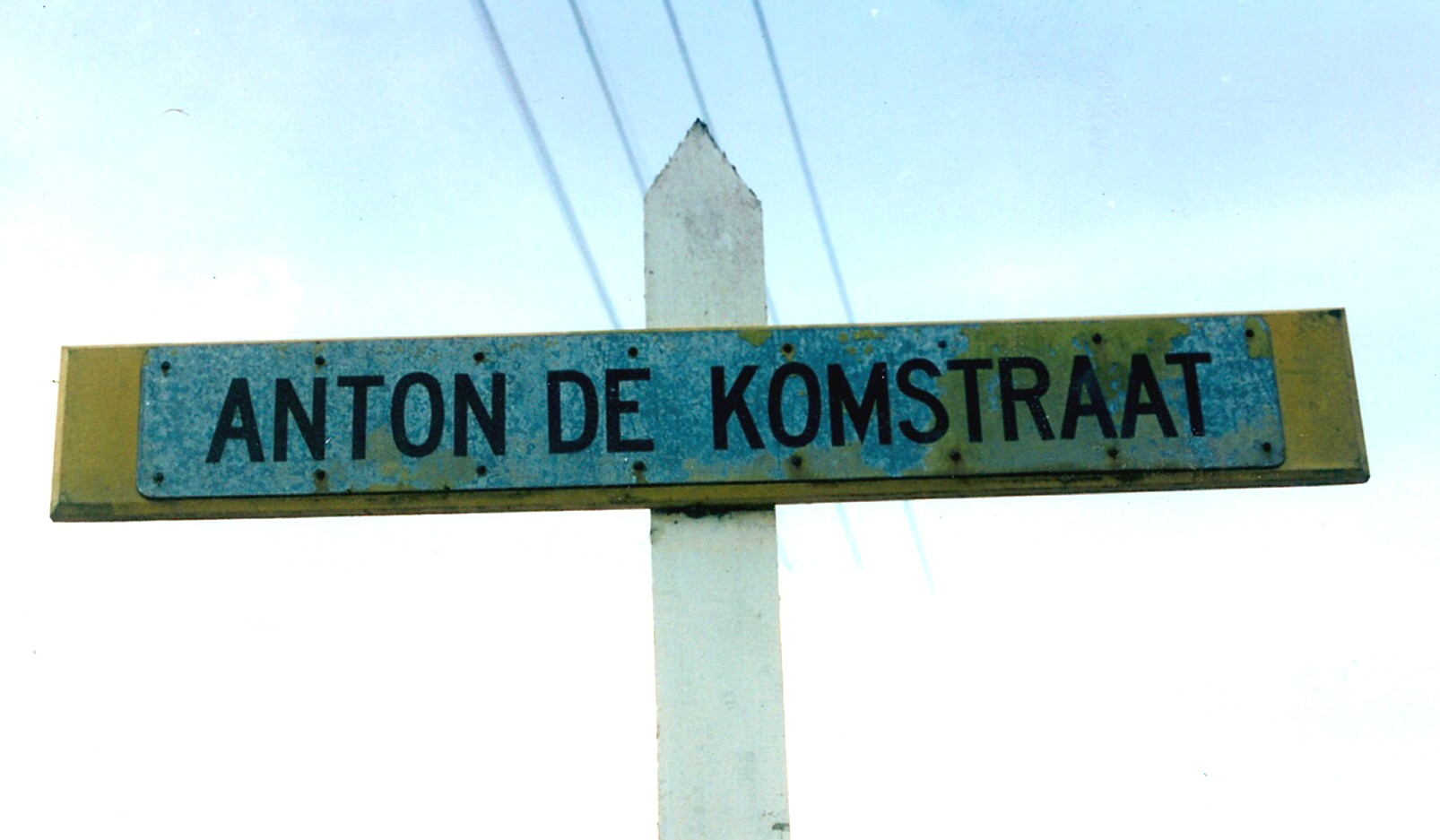
Die Anton de Komstraat in Paramaribo

1982 wurde Anton de Kom posthum mit dem Verzetsherdenkingskruis geehrt. 1983 wurde die Universität von Paramaribo nach Anton de Kom benannt (Kurzbezeichnung: Adek). Auf dem Amsterdamer Anton de Komplein in Amsterdam-Südost wurde am 24. November 1990 eine von Guillaume Lo A Njoe entworfene Plakette zu Ehren von Anton de Kom enthüllt. Am 24. April 2006 wurde am selben Platz eine Statue von Anton de Kom enthüllt. Das Standbild der Künstlerin Jikke van Loon stellt einen halbnackten Mann dar. Eine solche Art der Darstellung wird vor allem von vielen Niederländern afro-surinamischer Abstammung als diskriminierend empfunden. Die ehemalige Pontewerfstraat in Paramaribo wurde nach ihm benannt.
Seit vielen Jahren gibt es Pläne, das Elternhaus von Anton de Kom in Paramaribo zu renovieren und es als Museum zu eröffnen. Das Haus befindet sich im Besitz einer Stiftung, der von de Koms Enkel Jules vorsteht. So plante die Gemeinde Amsterdam schon 2002 dafür ein Budget ein, ab 2007 setzte sich die Stiftung Mooi Suriname dafür ein. Das Vorhaben wurde jedoch bis 2020 nicht umgesetzt, in der Hauptsache, weil der Staat Suriname nicht bereit sei, dafür Gelder der einstigen Kolonialmacht Niederlande anzunehmen. Ein weiteres Problem für die Umsetzung der Pläne ist die Tatsache, dass Anton de Kom von dem Militärdiktator Desi Bouterse als Galionsfigur vereinnahmt wurde. Sein Regime ließ das Porträt von Anton de Kom auf Banknoten abbilden, im Hauptquartier von Bouterses Partei Nationale Democratische Partij hängt ein großes Porträtgemälde von de Kom. 2012 forderte Bouterse, die sterblichen Überreste von de Kom nach Suriname zu überführen, was auch dem Wunsch der Familie entsprach.
2012 veröffentlichte die Filmemacherin Ida Does den Dokumentarfilm Peace. Memories of Anton de Kom über das Leben von Anton de Kom.
In der überarbeiteten und am 22. Juni 2020 der Öffentlichkeit vorgestellten Bildungsrichtlinie für das Fach niederländische Geschichte im Schulunterricht, Canon van Nederland wurde Anton de Kom als eines von insgesamt 50 Themensträngen aufgenommen.

## Werke
- Wij slaven van Suriname, Amsterdam 1934 (2. Auflage 1971; 10. Auflage 2003).
- Wir Sklaven von Surinam. Übersetzung Augusta de Wit. Verlagsgenossenschaft ausländischer Arbeiter in der UdSSR, Moskau-Leningrad 1935 und Ring-Verlag, Zürich 1936.
- Strijden ga ik/Paramaribo 1969.
- Nosotros esclavos de Surinam. Casa de las Américas, Ciudad de La Habana, Kuba 1981.
- We Slaves of Surinam. Palgrave Macmillan, London 1987.
- Wir Sklaven von Suriname. Übersetzung Birgit Erdmann, mit Beiträgen von Tessa Leuwsha, Mitchell Esajas und Duco van Oostrum. Transit Buchverlag, Berlin 2021, ISBN 978-3-88747-383-9.